# Língua tâmil

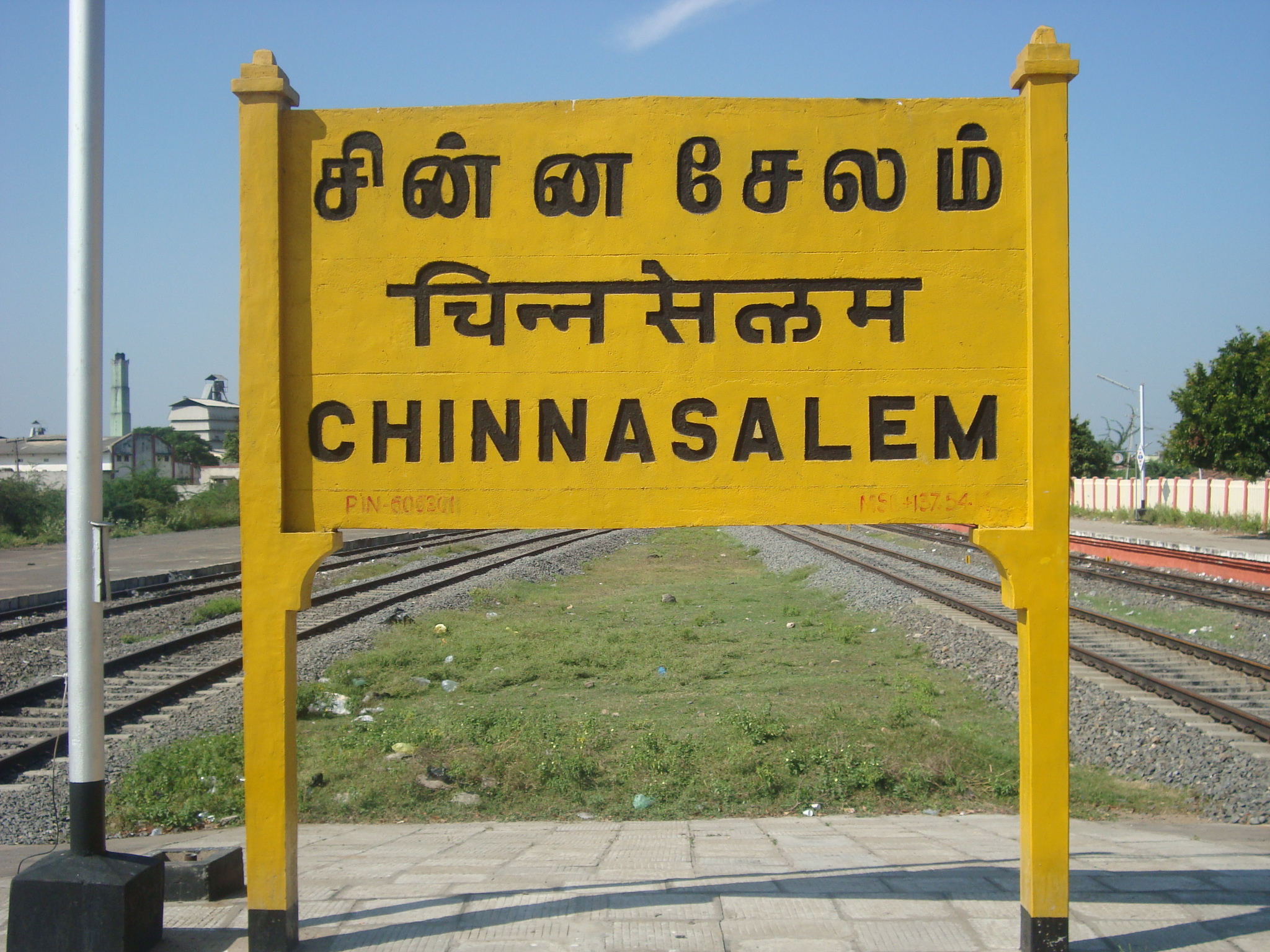
Placa em estação de trem em Chinnasalem em tâmil, hindi e inglês.

A Língua tâmil (தமிழ் Tamiḻ Pronúncia tâmil: [t̪amiɻ] (escutarⓘ)) ou tâmul é uma língua dravídica falada por cerca de 68 milhões de pessoas no sul da Índia (oficial no estado de Tâmil Nadu), Sri Lanka, Mianmar, Malásia, Indonésia, Vietnã, Singapura e ainda em zonas do sul e leste da África, pelo povo tâmil.
Há a distinguir ao mínimo dois socioletos razoavelmente divergentes (bramânico e não bramânico), além das variantes locais particulares. Hoje o tâmil é majoritariamente escrito com o alfabeto tâmil, apesar de existirem minorias muçulmanas utilizando o alfabeto árabe (o qual chamam de arwi) e de haver uma série de alfabetos históricos antes comuns, como o vattelluttu e o grantha.

## História
O tâmil tem registros datando do século V a.C. O Tolkāppiyam, primeira obra literária da língua, datada entre os séculos III a.C. e III d.C., também é conhecido pela historiografia como um dos mais antigos estudos de gramática, nesta obra aparece pela primeira vez o nome da língua, cujo significado foi entendido por estudiosos da língua como Franklin Southworth e Kamil Zvelebil por algo como 'sua própria língua'. Autores como S. V. Subramanian, por outro lado, entendem o termo como significando 'som doce', o que é aproximado pelo léxico tâmil da Universidade de Madras, que define a palavra como 'doçura'.
Convencionalmente, a história da língua é dividida em três épocas: antiga, média e moderna.

### Tâmil antigo
O tâmil antigo, a forma mais antiga registrada da língua, estima-se ter emergido caracteristicamente de uma protolíngua dravídica do sul da Índia por volta do século III a.C. Desta língua originaram-se todas as outras grandes línguas dravídicas, com exceção de brami e kurux, e teria se originado da língua proto-dravídica, falada no milênio III a.C.na foz do rio Godavari, por volta do II milênio a.C.Os textos deste período são escritos em uma variedade da escrita brami e a princípio se limitavam a inscrições em cavernas e em cerâmica, estas sendo datadas a partir do século V a.C. O Tolkāppiyam é o primeiro texto longo na língua tâmil. Muitos poemas, datados entre os séculos I e V, também foram preservados. O alfabeto vattelluttu começa a tomar o espaço do brami no século VI, marcando a transição para o tâmil médio, na mesma época em que surgem o alfabeto grantha, posteriormente simplificado pelo Império Palava, em forma como é frequentemente chamado alfabeto pallava.

### Tâmil médio
Acredita-se que a transição para o tâmil médio tenha estado completa por volta do século VIII. Inovações como o tempo presente, a coalescência de nasais alveolares e dentais e o desaparecimento do aytam são características deste período. O alfabeto pallava e o vattelluttu eram os mais utilizados, com o kolezhuthu também adquirindo certa relevância. Pertence a este período o Nannul, gramática tâmil até hoje usada como referência padrão. Esta variante se tornaria a língua malaiala na região de Querala por volta do século XIV, caracterizando-se como o tâmil moderno por volta do século XVII em Tâmil Nadu e Seri Lanca.

### Tâmil moderno
Embora o tâmil formal tenha uma gramática razoavelmente estática a partir da codificação do Nannul no século XIII, a língua tâmil hoje possui particularidades fonológicas claras, algumas transformações de algumas formas gramaticais neste período e, sobretudo, uma linguagem coloquial distanciada deste antigo padrão. O alfabeto grantha sobrevive ativamente até o século XX, quando se completa sua substituição pelo alfabeto tâmil.

## Fonologia

### Vogais
As vogais são classificadas em curtas e longas (cinco de cada) e dois ditongos. As vogais longas têm o dobro de duração em comparação com as vogais curtas. Os ditongos são uma vez e meia mais longos que as vogais curtas, embora os gramáticos os coloquem junto às vogais longas. /ɯ/ é alofone de /u/ no final de palavras.
|         | Curta    | Curta   | Curta     | Longa    | Longa   | Longa     |
|         | Anterior | Central | Posterior | Anterior | Central | Posterior |
| ------- | -------- | ------- | --------- | -------- | ------- | --------- |
| Fechada | i இ      |         | u/ɯ உ     | iː ஈ     |         | uː ஊ      |
| Média   | e எ      |         | o ஒ       | eː ஏ     |         | oː ஓ      |
| Aberta  |          | a அ     |           | (aɪ̯) ஐ   | aː ஆ    | (aʊ̯) ஒள   |

### Consoantes
A língua tâmil restringe encontros consonantais. Existem regras bem definidas para o vozeamento de plosivas na forma escrita do tâmil. Plosivas são desvozeadas quando no começo de palavras, em encontros consonantais com outra plosiva e quando geminadas; são vozeadas noutras posições.
|                     | Labial  | Dental  | Alveolar | Retroflexa | Alvéolo-palatal | Velar   | Glotal |
| ------------------- | ------- | ------- | -------- | ---------- | --------------- | ------- | ------ |
| Nasal               | m ம்     | n̪ ந்     | n ன்      | ɳ ண்        | ɲ ஞ்             | (ŋ) ங்   |        |
| Plosiva             | p ப் (b) | t̪ த் (d̪) | tːr ற்ற   | ʈ ட் (ɖ)    |                 | k க் (ɡ) |        |
| Africada            |         |         |          |            | t͡ɕ ச்            |         |        |
| Fricativa           | f       | s ஸ் (z) |          | ʂ ஷ்        | ɕ ஶ்             | x       | ɦ ஹ்    |
| Tepe                |         |         | ɾ ர்      |            |                 |         |        |
| Vibrante            |         |         | r ற்      |            |                 |         |        |
| Aproximante         | ʋ வ்     |         |          | ɻ ழ்        | j ய்             |         |        |
| Aproximante lateral |         |         | l ல்      | ɭ ள்        |                 |         |        |

1. ↑  /t͡ɕ/ é pronunciado como [s] no meio das palavras.
2. 1 2 3  /f/, /z/ e /ʂ/ são encontrados apenas em palavras estrangeiras e são frequentemente substituídos por sons nativos.
3. 1 2  [s] e [ɕ] são alofones de /t͡ɕ/ inicial em alguns dialetos.
4. 1 2  [ɦ] e [x] são alofones de k em alguns dialetos.

| Local      | Início | Geminada | Meio | Pós-nasal |
| ---------- | ------ | -------- | ---- | --------- |
| Velar      | k      | kː       | x~g  | ɡ         |
| Palatal    | tɕ~s   | tːɕ      | s    | dʑ        |
| Retroflexa | —      | ʈː       | ɖ~ɽ  | ɖ         |
| Alveolar   | —      | tːr      | r    | (d)r      |
| Dental     | t̪      | t̪ː       | d̪~ð  | d̪         |
| Labial     | p      | pː       | b~β  | b         |

### Sândi
Sândi (chamado de puṅarci em tâmil) é o termo para mudanças sonoras que ocorrem quando dois morfemas ou palavras se encontram.
Ocorre inserindo -y- quando seguindo vogais frontais (exceto ai em tâmil falado) e -v- quando posteriores (exceto au e ō em tâmil falado):
| tī           | ā   |
| fogo         | INT |
| tīyā 'fogo?' |     |

| yāne                  | ā   |
| elefante              | INT |
| yāneyā 'um elefante?' |     |

| pū               | ā   |
| flor             | INT |
| pūvā 'uma flor?' |     |

| viḻā                  | ā   |
| flor                  | INT |
| viḻāvā 'um festival?' |     |

## Escrita

### Consoantes

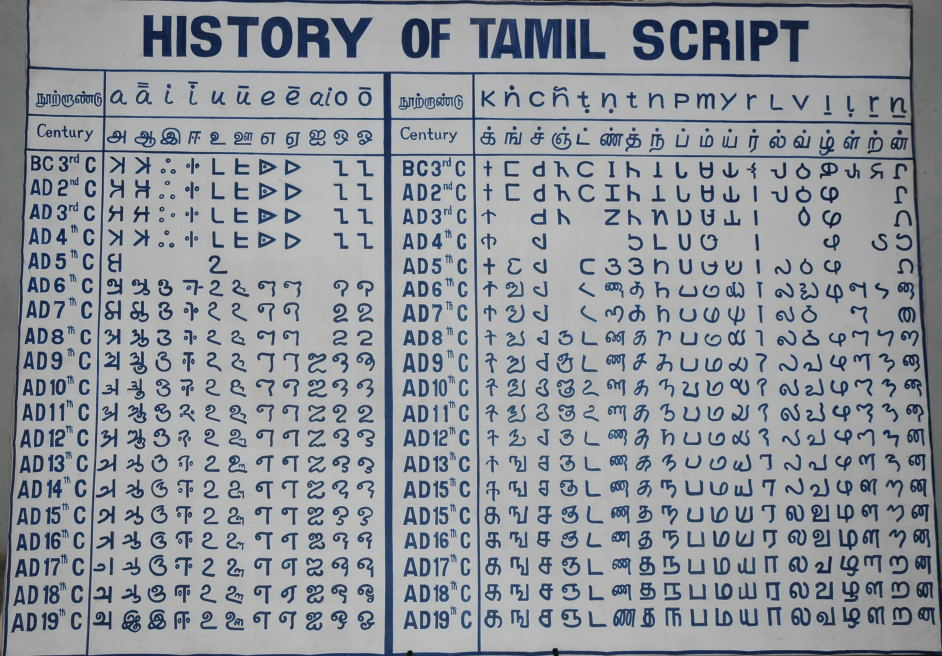
Evolução da escrita tâmil entre os séculos e

As letras em tâmil que representam as consoantes são conhecidas como meyyeḻuttu ('letras do corpo'). Na descrição gramatical tradicional do tâmil, as consoantes (mei) são classificadas em três categorias com seis em cada: vallinam ('duras'), mellinam ('suaves' ou nasais) e idayinam ('médias').
| vallinam  | vallinam  | vallinam                | mellinam  | mellinam  | mellinam | idayinam  | idayinam  | idayinam |
| Consoante | ISO 15919 | IPA                     | Consoante | ISO 15919 | IPA      | Consoante | ISO 15919 | IPA      |
| --------- | --------- | ----------------------- | --------- | --------- | -------- | --------- | --------- | -------- |
| க்         | k         | [k], [ɡ], [x], [ɣ], [ɦ] | ங்         | ṅ         | [ŋ]      | ய்         | y         | [j]      |
| ச்         | c         | [t͡ɕ], [d͡ʑ], [s], [ɕ]    | ஞ்         | ñ         | [ɲ]      | ர்         | r         | [ɾ]      |
| ட்         | ṭ         | [ʈ], [ɖ], [ɽ]           | ண்         | ṇ         | [ɳ]      | ல்         | l         | [l]      |
| த்         | t         | [t̪], [d̪], [ð]           | ந்         | n         | [n̪]      | வ்         | v         | [ʋ]      |
| ப்         | p         | [p], [b], [β], [ɸ]      | ம்         | m         | [m]      | ழ்         | ḻ         | [ɻ]      |
| ற்         | ṟ         | [r], [t], [d]           | ன்         | ṉ         | [n]      | ள்         | ḷ         | [ɭ]      |

### Vogais
Em tâmil, os glifos usados para representar as vogais são chamados de uyireḻuttu ('letra da vida'), e funcionam como diacríticos ou modificadores dos meyyeḻuttu. As vogais são divididas em curtas e longas (cinco de cada), além de dois ditongos.
| Independente  | Sinal da vogal | ISO 15919     | IPA           | Independente  | Sinal da vogal | ISO 15919     | IPA           |
| Vogais curtas | Vogais curtas  | Vogais curtas | Vogais curtas | Vogais longas | Vogais longas  | Vogais longas | Vogais longas |
| ------------- | -------------- | ------------- | ------------- | ------------- | -------------- | ------------- | ------------- |
| அ             | N/A            | a             | [ʌ]           | ஆ             | ா               | ā             | [aː]          |
| இ             | ி               | i             | [i]           | ஈ             | ீ               | ī             | [iː]          |
| உ             | ு               | u             | [u], [ɯ]      | ஊ             | ூ               | ū             | [uː]          |
| எ             | ெ               | e             | [e]           | ஏ             | ே               | ē             | [eː]          |
| ஒ             | ொ               | o             | [o]           | ஓ             | ோ               | ō             | [oː]          |
| Ditongos      |                |               |               |               |                |               |               |
| ஐ             | ை               | ai            | [aɪ]          | ஔ             | ௌ               | au            | [aʊ]          |
| Outras        |                |               |               |               |                |               |               |
| அஂ             | ஂ               | aṁ            | [ã]           | ஃ             | -              | aḵ            | [x]           |

### Forma composta
Como a escrita tâmil é um abugida, uma sequência consoante-vogal é representada apenas como uma unidade. Usando a consoante 'k' como exemplo:
| Formação | Forma composta | ISO 15919 | IPA        |
| -------- | -------------- | --------- | ---------- |
| க் + அ    | க              | ka        | [ka]       |
| க் + ஆ    | கா              | kā        | [kaː]      |
| க் + இ    | கி              | ki        | [ki]       |
| க் + ஈ    | கீ              | kī        | [kiː]      |
| க் + உ    | கு              | ku        | [ku], [kɯ] |
| க் + ஊ    | கூ              | kū        | [kuː]      |
| க் + எ    | கெ              | ke        | [ke]       |
| க் + ஏ    | கே              | kē        | [keː]      |
| க் + ஐ    | கை              | kai       | [kaɪ]      |
| க் + ஒ    | கொ              | ko        | [ko]       |
| க் + ஓ    | கோ              | kō        | [koː]      |
| க் + ஔ    | கௌ              | kau       | [kaʊ]      |

## Gramática
Enquanto o português é uma língua de ordem SVO, Tâmil é considerada uma língua de ordem SOV, por exemplo, a sentença em português "a raposa comeu a framboesa" seria "a raposa a framboesa comeu" em tâmil.

### Pronomes
O tâmil tem pronomes honoríficos (que indicam deferência ou respeito), realiza a distinção t-v e tem inclusividade: distingue entre 'nós' exclusivo (não inclui o interlocutor) e 'nós' inclusivo (inclui o interlocutor). O modo formal da segunda pessoa do singular é idêntica à forma da segunda pessoa do plural, nīnga(ḷ). Os pronomes pessoais (nominativos) são:
| Pessoa | Singular  | Pronome   | Sufixo   |
| ------ | --------- | --------- | -------- |
| I      |           | nān       | -ēn      |
| II     | informal  | nī        | -ē       |
| II     | formal    | nīnga(ḷ)  | -īnga(ḷ) |
| III    | masculino | avan      | -ān      |
| III    | feminino  | ava(ḷ)    | -ā(ḷ)    |
| III    | masc hon  | avaru     | -āru     |
| III    | fem hon   | avanga(ḷ) | -ānka(ḷ) |
| III    | neutro    | idu/adu   | adu      |
| Pessoa | Plural    | Pronome   | Sufixo   |
| I      | exclusivo | nānga(ḷ)  | -ōm      |
| I      | inclusivo | nāma      | -ōm      |
| II     |           | nīnga(ḷ)  | -īnga(ḷ) |
| III    |           | avanga(ḷ) | -ānka(ḷ) |

As consoantes em parênteses são deletadas quando no final da palavra (p.ex. ava pōrā 'ela vai'), mas estão presentes se sufixos são adicionados (p.ex. avaḷukku 'a ela' ou ava pōrāḷā? 'ela vai?'). A forma de sufixo dos pronomes são usadas no final da raiz de verbos para indicar pessoa e número do sujeito.

#### Forma genitiva/oblíqua e dativa
As formas possessiva e oblíqua dos pronomes diferem das formas no nominativo na primeira e segunda pessoas. A forma dativa dos pronomes da primeira e segunda pessoas do singular usam -akku ao invés de -ukku, que seria o normal para substantivos e pronomes da terceira pessoa.
| Pessoa    | Pronome   | Gen./Oblíquo | Dativo        |
| --------- | --------- | ------------ | ------------- |
| 1 sg      | nān       | en           | enakku        |
| 2 sg      | nī        | on           | onakku        |
| 3 m       | avan      | avan         | avanukku      |
| 3 f       | ava(ḷ)    | ava(ḷ)       | avaḷukku      |
| 3 m hon   | avaru     | avar         | avarukku      |
| 3 f hon   | avanga(ḷ) | avanga(ḷ)    | avangaḷukku   |
| 3 n       | idu/adu   | idu/adu      | idukku/adukku |
| 1 pl excl | nānga(ḷ)  | enga(ḷ)      | engaḷukku     |
| 1 pl incl | nāma      | namma        | namakku       |
| 2 pl      | nīnga(ḷ)  | onga(ḷ)      | ongaḷukku     |
| 3 pl      | avangaḷ   | avangal      | avangaḷukku   |

#### Pronome reflexivo
No tâmil literário, há o pronome reflexivo tān que refere ao sujeito da sentença e é frequentemente usado para ênfase:
| nān                               | tān | vandēn |
| eu                                | se  | vim    |
| 'eu mesmo cheguei; apenas eu vim' |     |        |

Vários dialetos do tâmil não usam este pronome (senão como marcador enfático), usando pronomes da terceira pessoa em seu lugar.

### Substantivos
Os substantivos em tâmil têm dois gêneros, masculino e feminino, e dois números, singular e plural. O sufixo plural, -kaḷ, é inserido após a raiz do verbo e antes do sufixo de caso, se houver.

#### Casos
Os substantivos em tâmil têm sete casos gramaticais: nominativo, dativo, acusativo, locativo, ablativo, associativo e instrumental.

##### Caso nominativo
O caso nominativo marca o sujeito do verbo. Em tâmil, verbos no nominativo não recebem sufixos.

##### Caso dativo
Usado quando o verbo expressa movimento para o seu objeto; indica o objeto indireto ou posse (absorve o papel de genitivo). É usado com certos verbos estativos ou defectivos para indicar o sujeito.
| en-akku             | paṇam    | irukku                |
| para-mim            | dinheiro | está (em algum lugar) |
| 'Eu tenho dinheiro' |          |                       |

| ongaḷukku         | avare | teriyumā?  |
| a-você            | o     | conhecido? |
| 'Você o conhece?' |       |            |

| avarukku             | tamiḷ | teriyādu      |
| para-ele             | tâmil | não-conhecido |
| 'Ele não sabe tâmil' |       |               |

##### Caso acusativo
O caso acusativo marca o substantivo como 'objeto' ou 'paciente' de alguma ação. O marcador acusativo é -e. Substantivos inanimados não são normalmente marcados a não ser que o falante queira indicar algo específico ou definido.
| maratte     | pāttēn   |
| árvore-ACC  | ver-1.SG |
| vi a árvore |          |

| vīṭṭe     | pāttēn   |
| casa-ACC  | ver-1.SG |
| vi a casa |          |

| avare   | pāttēn   |
| ele-ACC | ver-1.SG |
| eu o vi |          |

##### Caso locativo
O caso locativo é usado para expressar 'localização', 'ausência de movimento' e, às vezes, 'meio de transporte' (p.ex. bas-le 'de ônibus'). O marcador locativo é -le para substantivos inanimados (p.ex. maram 'árvore' + -le → marattu-le 'na árvore') e -kiṭṭe para animados (p.ex. nari 'raposa' + kiṭṭe → nari-kiṭṭe 'na posse da raposa', nān 'eu' + kiṭṭe → en-kiṭṭe 'eu tenho'). Em substantivos animados, significa 'na posse de'.

##### Caso ablativo
O caso ablativo é usado para expressar movimento para longe de um objeto ou pessoa. Com substantivos animados, a posposição kiṭṭe deve ser usada como base locativa, adicionando -rundu.
| madurey                     | le  | rundu |
| Madurai                     | LOC | ABL   |
| madureylerundu 'de Madurai' |     |       |

| laybrēriy                      | le  | rundu |
| livraria                       | LOC | ABL   |
| laybrēriylerundu 'da livraria' |     |       |

| rājā                      | kiṭṭe | rundu |
| rei                       | LOC   | ABL   |
| rājākkiṭṭeyrundu 'do rei' |       |       |

| en                     | kiṭṭe | rundu |
| eu                     | LOC   | ABL   |
| enkiṭṭeyrundu 'de mim' |       |       |

##### Caso associativo
O caso associativo expressa acompanhamento social, como 'com' em 'eu fui com ele', mas não como em 'cortei-o com a faca' (este uso seria instrumental).
É marcado com -ōḍe ou -ōḍu. Com substantivos animados sempre significa 'associativo', mas com substantivos inanimados -ōḍe pode ser instrumental (p.ex. rikṣāvōḍe 'de riquixá' ao invés de rikṣāvle) em alguns dialetos.
| sneydar                     | ōḍe |
| amigo                       | ASS |
| sneydarōḍe 'com (um) amigo' |     |

| enga(ḷ)            | ōḍe |
| nosso              | ASS |
| engaḷōḍe 'conosco' |     |

| nari                      | ōḍe |
| raposa                    | ASS |
| nari-y-ōḍe 'com a raposa' |     |

##### Caso instrumental
Expressa a noção de 'modo pelo qual uma ação foi feita'. Varia amplamente entre os dialetos. Para marcar o caso instrumental, basicamente usa-se -āle, mas, em alguns dialetos, é usado apenas em pronomes:
| adan           | -āle |
| 3.SG.MASC      | INS  |
| por causa dele |      |

| onga(ḷ)                                       | -āle |
| 2.SG                                          | INS  |
| por causa de você; através da sua intervenção |      |

Outros dialetos usam -ōḍe, o marcador associativo, com substantivos inanimados para expressar instrumentalidade: rikṣāvōḍe 'de riquixá'.
A maior parte dos dialetos usa o locativo -le para expressar 'por meio de' com meios de transporte:
| bas       | -le |
| ônibus    | LOC |
| de ônibus |     |

| reyille  |
| trem-LOC |
| de trem  |

### Adjetivos

#### Comparação
Adjetivos podem ser comparados usando viḍa (infinitivo do verbo viḍu 'sair, deixar'). A regra para construir uma sentença do tipo 'A é maior que B' seria 'B ACC viḍa A SUBS + -ā irukku'.
| anda                                | vīṭṭe    | viḍa   | inda | vīḍu | perusā     | irukku |
| aquela                              | casa-ACC | do-que | esta | casa | grande-ADV | ser    |
| 'Esta casa é maior que aquela casa' |          |        |      |      |            |        |

#### Superlativo
Em tâmil, os superlativos podem ser formados através do uso do caso locativo mais o enfático ē. Por exemplo, 'Esta é a maior casa em (toda) Madurai' seria expresso em tâmil como 'Esta em-toda-Madurai-ENF grande casa'.
| idu                                     | madurey-le-yē  | periya | vīḍu |
| esta-coisa                              | Madurai-em-ENF | grande | casa |
| 'Esta é a maior casa em (toda) Madurai' |                |        |      |

### Verbos
Os verbos são divididos em sete classes, com três tempos verbais (presente, passado e futuro), três modos (indicativo, optativo e imperativo) e dois números (singular e plural).

#### Indicativo
Indicativo é o modo verbal que expressa uma certeza, um fato. O primeiro sufixo adicionado após a raiz do verbo marca tempo, seguido pelo sufixo de pessoa, número e gênero.
| Classe | Presente | Passado      | Futuro |
| ------ | -------- | ------------ | ------ |
| I      | -kiṟ-    | -t-          | -v-    |
| II     | -kiṟ-    | -nt-         | -v-    |
| III    | -kiṟ-    | -iṉ-         | -v-    |
| III    | -kiṟ-    | -i-          | -v-    |
| IV     | -kiṟ-    | reduplicação | -v-    |
| V      | -kiṟ-    | -t-          | -p-    |
| VI     | -kkiṟ-   | -tt-         | -pp-   |
| VII    | -kkiṟ-   | -nt-         | -pp-   |

| Pronomes pessoais     | Sufixo         |
| --------------------- | -------------- |
| nāṉ 'eu'              | -ēṉ            |
| nī 'você'             | -āy            |
| avaṉ 'ele'            | -āṉ            |
| avaḷ 'ela'            | -āḷ            |
| atu 'isso'            | -atu, -tu, -um |
| avar 'ele, ela (HON)' | -ār            |
| nāṅkāḷ, nām 'nós'     | -ōm            |
| nīṅkāḷ 'vocês'        | -īrkaḷ         |
| avarkaḷ 'eles, elas'  | -ārkaḷ         |
| avai 'eles, elas (N)' | -ā             |

#### Optativo
Optativo é o modo gramatical que indica desejo ou pedido. A forma optativa de um verbo é formada através da adição do sufixo -ka (alomorfo -kka nos verbos de classe VI e VII) ou -attum à raiz do verbo.
| aracaṉ           | vāḻ-ka    |
| rei              | viver-OPT |
| o rei pode viver |           |

| avaṉ-ukku             | pēṭi   | eṭu-kka   |
| 3.SG.MASC-DAT         | cólera | levar-OPT |
| a cólera pode levá-lo |        |           |

#### Imperativo
O tâmil distingue entre imperativo plural e singular e entre imperativo positivo e negativo.
A forma singular positiva é idêntica à raiz do verbo, portanto não há marcador. O imperativo singular negativo consiste da raiz do verbo com os sufixos -āt e -ē. Para o imperativo plural positivo, adiciona-se o sufixo plural -(u)ṅkaḷ à raiz raiz do verbo; pode ser interpretado tanto como para número singular e honorífico quanto para plural. Enquanto o imperativo plural negativo é formado pela raiz do verbo, seguido pelo negativo alomorfo -āt e pelo sufixo da segunda pessoa do plural -irkaḷ.
| Imperativo | Singular | Plural    |
| ---------- | -------- | --------- |
| Positivo   | -∅       | -(u)ṅkaḷ  |
| Negativo   | -āt-ē    | -āt-īrkaḷ |

Usando o verbo 'dormir' como exemplo:
| Imperativo | Singular              | Plural                                   |
| ---------- | --------------------- | ---------------------------------------- |
| Positivo   | tūṅku 'durma'         | tūṅk-uṅkaḷ '(por favor) durma(m)'        |
| Negativo   | tūṅk-āt-ē 'não durma' | tūṅk-āt-irkaḷ '(por favor) não durma(m)' |

#### Causativo
O causativo de um verbo pode ser formado a partir da raiz desse verbo mais um sufixo causativo que consiste dos alomorfos -vi, -pi e -ppi. Em tâmil moderno, este processo derivacional é muito restrito: apenas o sufixo causativo -vi ocorre em algumas raízes:
| teri                  | -vi |
| saber                 | CAU |
| fazer saber; informar |     |

| aṟi                   | -vi |
| saber                 | CAU |
| fazer saber; anunciar |     |

| viṭu                 | -vi |
| sair                 | CAU |
| fazer sair; libertar |     |

#### Reportativo
O sufixo -ām pode ser adicionado a vários constituintes para indicar que o falante não reivindica responsabilidade pela veracidade de uma declaração. É usualmente adicionado ao último constituinte da sentença (isto é, o verbo), mas será seguido do interrogativo -ā se a sentença for uma pergunta: avaru pōrār-ām 'aparentemente ele irá'; avaru pōrārāmā? 'dizem que ele irá?'.

## Vocabulário
Tâmil tem relativamente menos empréstimos linguísticos que outras línguas dravídicas, mas foi influenciado pelo sânscrito, prácrito e hindi, também adotando algumas palavras do português e do inglês. Desde o século XX, o uso de palavras nativas é promovido em detrimento de palavras estrangeiras. Palavras onomatopeicas são numerosas e muitas são formadas via reduplicação.

### Números
| Palavra | Tradução |
| ------- | -------- |
| oṉṟu    | um       |
| iraṇṭu  | dois     |
| mūṉṟu   | três     |
| nāṉku   | quatro   |
| aintu   | cinco    |
| āṟu     | seis     |
| ēḻu     | sete     |
| eṭṭu    | oito     |
| oṉpatu  | nove     |
| pattu   | dez      |
| nūṟu    | cem      |

### Corpo
| Palavra | Tradução |
| ------- | -------- |
| talai   | cabeça   |
| kaṇ     | olho     |
| kāl     | pé       |
| itayam  | coração  |
| nākku   | língua   |

## Exemplo
Artigo 1.º da Declaração Universal dos Direitos Humanos em tâmil literário:
- No sistema de escrita nativo:
  - உறுப்புரை 1: மனிதப் பிறிவியினர் சகலரும் சுதந்திரமாகவே பிறக்கின்றனர்; அவர்கள் மதிப்பிலும், உரிமைகளிலும் சமமானவர்கள், அவர்கள் நியாயத்தையும் மனச்சாட்சியையும் இயற்பண்பாகப் பெற்றவர்கள். அவர்கள் ஒருவருடனொருவர் சகோதர உணர்வுப் பாங்கில் நடந்துகொள்ளல் வேண்டும்.।
- Em tâmil romanizado:
  - Uṟuppurai 1: Maṉitap piṟiviyiṉar cakalarum cutantiramākavē piṟakkiṉṟaṉar; avarkaḷ matippilum, urimaikaḷilum camamāṉavarkaḷ, avarkaḷ niyāyattaiyum maṉaccāṭciyaiyum iyaṟpaṇpākap peṟṟavarkaḷ. Avarkaḷ oruvaruṭaṉoruvar cakōtara uṇarvup pāṅkil naṭantukoḷḷal vēṇṭum.
- Tâmil no Alfabeto Fonético Internacional:
  - urupːurai ond̺rʉ | mənid̪ə piriʋijinər səgələrum sud̪ən̪d̪irəmaːgəʋeː pirəkːin̺d̺ranər | əvərgəɭ məd̪ipːilum uriməigəɭilum səməmaːnəʋərgəɭ | əvərgəɭ nijaːjatːəijum mənətt͡ʃaːʈt͡ʃijəijum ijərpəɳbaːgə pet̺rəʋərgəɭ | əvərgəɭ oruʋəruɖənoruʋər sagoːdəɾə uɳərʋɨ paːŋgil nəɖən̪d̪ʉkoɭɭəl veːɳɖum |
- Glosa:
  - Seção 1: Humanos seres todos-eles livremente nascem. Eles direitos-em-e dignidades-em-e iguais. Eles lei-e consciência-e intrinsecamente possuídos. Eles entre-um-outro fraterno sentimento compartilhar-em agir devem.
- Tradução:
  - Artigo 1: Todos os seres humanos nascem livres e iguais em dignidade e em direitos. Dotados de razão e de consciência, devem agir uns para com os outros em espírito de fraternidade.